# Gambito de rey
|       |       |       |       |       |       |       |       |       |  |
|       | a8 rd | b8 nd | c8 bd | d8 qd | e8 kd | f8 bd | g8 nd | h8 rd |  |
| a7 pd | b7 pd | c7 pd | d7 pd | e7    | f7 pd | g7 pd | h7 pd |       |  |
| a6    | b6    | c6    | d6    | e6    | f6    | g6    | h6    |       |  |
| a5    | b5    | c5    | d5    | e5 pd | f5    | g5    | h5    |       |  |
| a4    | b4    | c4    | d4    | e4 pl | f4 pl | g4    | h4    |       |  |
| a3    | b3    | c3    | d3    | e3    | f3    | g3    | h3    |       |  |
| a2 pl | b2 pl | c2 pl | d2 pl | e2    | f2    | g2 pl | h2 pl |       |  |
| a1 rl | b1 nl | c1 bl | d1 ql | e1 kl | f1 bl | g1 nl | h1 rl |       |  |
|       |       |       |       |       |       |       |       |       |  |

El Gambito de rey es una apertura de ajedrez. Se logra tras los movimientos (en notación algebraica): 1.e4 e5 2.f4
En realidad, tras estos movimientos existen multitud de aperturas y variantes, pero históricamente se engloban bajo la denominación común de Gambito de rey.
El movimiento se caracteriza por el ofrecimiento del peón al adversario; este peón está del lado del rey (de ahí parte del nombre de la apertura). Las blancas ofrecen ese peón a cambio de ataque e iniciativa en el juego. Dentro del ajedrez actual se considera una línea minoritaria y muy arriesgada de jugar. Por otro lado era una de las aperturas más frecuentes en el siglo XIX por lo que se la considera, con un estilo de juego especialmente agresivo, el paradigma del ajedrez romántico. Como nota principal es la apertura jugada en La Inmortal.

## Planteamiento
El Gambito de rey (ECO C30-C39) es una de las formas más antiguas de plantear una partida. El Gambito del rey ha sido desde mitad del siglo XIX extensamente usado. Las blancas deben sacrificar un peón o más para recuperar la iniciativa. Se sacrifica un peón por un gran ataque. En la actualidad se usa poco debido a la respuesta del Contragambito Falkbeer. Además de este contragambito, existen dos respuestas básicas: el gambito del rey aceptado (2...exf4) y el gambito de rey declinado. 
La estrategia blanca consiste, después de 1. e4, e5, en lanzarse al ataque contra el peón recién avanzado de las negras. El movimiento 2. f4, es bastante lógico, porque después de 2... exf4, las blancas consiguen dominar el centro y, más tarde, la columna de alfil abierta para situar sus piezas pesadas. De primeras, exf4 proporciona superioridad numérica de peones al negro, aunque pueda ser momentánea, y además permite al negro jugar f5 para atacar al rey blanco. Aceptar este gambito da lugar a duras luchas.
Actualmente, el gambito de rey no es muy popular. El ajedrez también se mueve por modas, y puede que el motivo por el cual ha dejado de jugarse esta apertura es simplemente que no está de moda en estos momentos, y no porque sea una apertura mala.

## Gambito de rey aceptado
Existe muchas líneas para jugar el gambito de rey aceptándolo. (ECO C33-C39), pero dos son las líneas principales el Gambito de caballo y el Gambito de alfil.
Línea principal

1.e4 e5

2.f4 exf4

### Gambito de Caballo
|       |       |       |       |       |       |       |       |       |  |
|       | a8 rd | b8 nd | c8 bd | d8 qd | e8 kd | f8 bd | g8 nd | h8 rd |  |
| a7 pd | b7 pd | c7 pd | d7 pd | e7    | f7 pd | g7 pd | h7 pd |       |  |
| a6    | b6    | c6    | d6    | e6    | f6    | g6    | h6    |       |  |
| a5    | b5    | c5    | d5    | e5    | f5    | g5    | h5    |       |  |
| a4    | b4    | c4    | d4    | e4 pl | f4 pd | g4    | h4    |       |  |
| a3    | b3    | c3    | d3    | e3    | f3 nl | g3    | h3    |       |  |
| a2 pl | b2 pl | c2 pl | d2 pl | e2    | f2    | g2 pl | h2 pl |       |  |
| a1 rl | b1 nl | c1 bl | d1 ql | e1 kl | f1 bl | g1    | h1 rl |       |  |
|       |       |       |       |       |       |       |       |       |  |

Línea principal: gambito de caballo
1.e4 e5 2.f4 exf4 3.Cf3
Así se inicia el gambito de caballo de rey. Sirve para protegerse del movimiento Dh4+ por parte del negro y amenaza con d4, ocupando el centro y amenazando con recuperar el peón.
1.e4 e5 2.f4 exf4 3.Cf3 g5 Línea principal // Defensa clásica
La línea principal es la más antigua y predominaba en los grandes torneos. El movimiento g5 defiende el peón de f4 y amenaza con jugar g4 y Dh4+, obligando a las blancas a buscar contrajuego. La desventaja de la defensa clásica es que debilita el flanco de rey y paraliza el desarrollo, dando posibilidades al blanco para atacar directamente al rey negro, incluso con sacrificios de material. Es una apertura muy arriesgada, que suele gustar a jugadores muy agresivos.
1.e4 e5 2.f4 exf4 3.Cf3 g5 4.Ac4
1.e4 e5 2.f4 exf4 3.Cf3 g5 4.Ac4 Cc6
1.e4 e5 2.f4 exf4 3.Cf3 g5 4.Ac4 g4 5.Axf7+ Rxf7 6.0-0 gxf3 7.Dxf3
1.e4 e5 2.f4 exf4 3.Cf3 g5 4.Ac4 g4 5.d4
1.e4 e5 2.f4 exf4 3.Cf3 g5 4.Ac4 g4 5.Cc3
1.e4 e5 2.f4 exf4 3.Cf3 g5 4.Ac4 g4 5.Ce5
1.e4 e5 2.f4 exf4 3.Cf3 g5 4.Ac4 g4 5.Ce5 Dh4+ 6.Rf1 Gambito Salvio
1.e4 e5 2.f4 exf4 3.Cf3 g5 4.Ac4 g4 5.Ce5 Dh4+ 6.Rf1 Ch6 7.d4 f3
1.e4 e5 2.f4 exf4 3.Cf3 g5 4.Ac4 g4 5.Ce5 Dh4+ 6.Rf1 Ch6 7.d4 d6
1.e4 e5 2.f4 exf4 3.Cf3 g5 4.Ac4 g4 5.Ce5 Dh4+ 6.Rf1 f3
1.e4 e5 2.f4 exf4 3.Cf3 g5 4.Ac4 g4 5.Ce5 Dh4+ 6.Rf1 Cc6
1.e4 e5 2.f4 exf4 3.Cf3 g5 4.Ac4 g4 5.0-0 Gambito Muzio
|       |       |       |       |       |       |       |       |       |  |
|       | a8 rd | b8 nd | c8 bd | d8 qd | e8 kd | f8 bd | g8 nd | h8 rd |  |
| a7 pd | b7 pd | c7 pd | d7 pd | e7    | f7 pd | g7    | h7 pd |       |  |
| a6    | b6    | c6    | d6    | e6    | f6    | g6    | h6    |       |  |
| a5    | b5    | c5    | d5    | e5    | f5    | g5    | h5    |       |  |
| a4    | b4    | c4 bl | d4    | e4 pl | f4 pd | g4 pd | h4    |       |  |
| a3    | b3    | c3    | d3    | e3    | f3 nl | g3    | h3    |       |  |
| a2 pl | b2 pl | c2 pl | d2 pl | e2    | f2    | g2 pl | h2 pl |       |  |
| a1 rl | b1 nl | c1 bl | d1 ql | e1    | f1 rl | g1 kl | h1    |       |  |
|       |       |       |       |       |       |       |       |       |  |

1.e4 e5 2.f4 exf4 3.Cf3 g5 4.Ac4 g4 5.0-0 gxf3 6.Dxf3 Df6 7.e5 Dxe5 8.d3 Ah6 9.Cc3 Ce7 10.Ad2 Cbc6 11.Tae1
1.e4 e5 2.f4 exf4 3.Cf3 g5 4.Ac4 g4 5.0-0 gxf3 6.Dxf3 Df6 7.e5 Dxe5 8.Axf7+ Rxf7 9.d4 Dxd4 10.Ae3 Df6 11.Axf4 Ce7 12.Cc3 Cf5 13.Ae5!!
1.e4 e5 2.f4 exf4 3.Cf3 g5 4.Ac4 g4 5.0-0 gxf3 6.Dxf3 De7
1.e4 e5 2.f4 exf4 3.Cf3 g5 4.Ac4 g4 5.0-0 gxf3 6.Dxf3 Cc6
1.e4 e5 2.f4 exf4 3.Cf3 g5 4.Ac4 g4 5.0-0 De7
1.e4 e5 2.f4 exf4 3.Cf3 g5 4.Ac4 g4 5.0-0 d5
1.e4 e5 2.f4 exf4 3.Cf3 g5 4.Ac4 Ag7 Gambito Greco-Philidor
1.e4 e5 2.f4 exf4 3.Cf3 g5 4.Ac4 Ag7 5.0-0
1.e4 e5 2.f4 exf4 3.Cf3 g5 4.Ac4 Ag7 5.h4
1.e4 e5 2.f4 exf4 3.Cf3 g5 4.Ac4 Ag7 5.h4 h6 6.d4 d6 7.Cc3 c6 8.hxg5
1.e4 e5 2.f4 exf4 3.Cf3 g5 4.Ac4 Ag7 5.h4 h6 6.d4 d6 7.Dd3
1.e4 e5 2.f4 exf4 3.Cf3 g5 4.h4
Es la réplica blanca más dura, y obliga al negro a tomar una decisión rápida. Contrarresta las amenazas negras de g4 y Dh4+.
1.e4 e5 2.f4 exf4 3.Cf3 g5 4.h4 g4 5.Cg5 h6 6.Cxf7 Rxf7 7.Dxg4 Cf6 8.Dxf4 Ad6
1.e4 e5 2.f4 exf4 3.Cf3 g5 4.h4 g4 5.Cg5 h6 6.Cxf7 Rxf7 7.d4
1.e4 e5 2.f4 exf4 3.Cf3 g5 4.h4 g4 5.Cg5 h6 6.Cxf7 Rxf7 7.d4 d5 8.Axf4 dxe4 9.Ac4+ Rg7 10.Ae5+
1.e4 e5 2.f4 exf4 3.Cf3 g5 4.h4 g4 5.Cg5 h6 6.Cxf7 Rxf7 7.Cc3
1.e4 e5 2.f4 exf4 3.Cf3 g5 4.h4 g4 5.Cg5 h6 6.Cxf7 Rxf7 7.Ac4+
1.e4 e5 2.f4 exf4 3.Cf3 g5 4.h4 g4 5.Cg5 h6 6.Cxf7 Rxf7 7.Ac4+ d5 8.Axd5+ Rg7 9.d4
1.e4 e5 2.f4 exf4 3.Cf3 g5 4.h4 g4 5.Cg5 Cf6
1.e4 e5 2.f4 exf4 3.Cf3 g5 4.h4 g4 5.Ce5 Ag7
1.e4 e5 2.f4 exf4 3.Cf3 g5 4.h4 g4 5.Ce5 h5 6.Ac4 Th7 7.d4 Ah6 8.Cc3
1.e4 e5 2.f4 exf4 3.Cf3 g5 4.h4 g4 5.Ce5 d5 6.d4 Cf6 7.exd5 Dxd5 8.Cc3 Ab4 9.Rf2
1.e4 e5 2.f4 exf4 3.Cf3 g5 4.h4 g4 5.Ce5 d5 6.d4 Cf6 7.Axf4 Cxe4 8.Cd2
1.e4 e5 2.f4 exf4 3.Cf3 g5 4.h4 g4 5.Ce5 De7 6.d4 f5 7.Ac4
1.e4 e5 2.f4 exf4 3.Cf3 g5 4.h4 g4 5.Ce5 Ae7
1.e4 e5 2.f4 exf4 3.Cf3 g5 4.h4 g4 5.Ce5 Cc6
1.e4 e5 2.f4 exf4 3.Cf3 g5 4.h4 g4 5.Ce5 d6
1.e4 e5 2.f4 exf4 3.Cf3 g5 4.h4 g4 5.Ce5 Cf6 6.Cxg4 d5
1.e4 e5 2.f4 exf4 3.Cf3 g5 4.h4 g4 5.Ce5 Cf6 6.Ac4 d5 7.exd5 Ad6 8.0-0
1.e4 e5 2.f4 exf4 3.Cf3 g5 4.Cc3
1.e4 e5 2.f4 exf4 3.Cf3 g5 4.d4 g4 5.Ce5
1.e4 e5 2.f4 exf4 3.Cf3 d5
1.e4 e5 2.f4 exf4 3.Cf3 d5 4.exd5 Cf6 5.Ab5+ c6 6.dxc6 bxc6 7.Ac4 Cd5
1.e4 e5 2.f4 exf4 3.Cf3 Ae7 Defensa Cunningham
1.e4 e5 2.f4 exf4 3.Cf3 Ae7 4.Ac4 Ah4+ 5.g3 fxg3 6.0-0 gxh2+ 7.Rh1
1.e4 e5 2.f4 exf4 3.Cf3 Ae7 4.Ac4 Cf6
1.e4 e5 2.f4 exf4 3.Cf3 Ce7
1.e4 e5 2.f4 exf4 3.Cf3 f5
1.e4 e5 2.f4 exf4 3.Cf3 d6
1.e4 e5 2.f4 exf4 3.Cf3 h6
1.e4 e5 2.f4 exf4 3.Cf3 Cf6

### Gambito de Alfil
|       |       |       |       |       |       |       |       |       |  |
|       | a8 rd | b8 nd | c8 bd | d8 qd | e8 kd | f8 bd | g8 nd | h8 rd |  |
| a7 pd | b7 pd | c7 pd | d7 pd | e7    | f7 pd | g7 pd | h7 pd |       |  |
| a6    | b6    | c6    | d6    | e6    | f6    | g6    | h6    |       |  |
| a5    | b5    | c5    | d5    | e5    | f5    | g5    | h5    |       |  |
| a4    | b4    | c4 bl | d4    | e4 pl | f4 pd | g4    | h4    |       |  |
| a3    | b3    | c3    | d3    | e3    | f3    | g3    | h3    |       |  |
| a2 pl | b2 pl | c2 pl | d2 pl | e2    | f2    | g2 pl | h2 pl |       |  |
| a1 rl | b1 nl | c1 bl | d1 ql | e1 kl | f1    | g1 nl | h1 rl |       |  |
|       |       |       |       |       |       |       |       |       |  |

Línea principal: gambito de alfil
1.e4 e5 2.f4 exf4 3.Ac4
1.e4 e5 2.f4 exf4 3.Ac4 d6 (o ...g5) 4. Cf3 traspone al gambito de caballo
1.e4 e5 2.f4 exf4 3.Ac4 Dh4+ Línea principal
1.e4 e5 2.f4 exf4 3.Ac4 Dh4+ 4.Rf1 d5 5.Axd5 g5 6.g3
1.e4 e5 2.f4 exf4 3.Ac4 Dh4+ 4.Rf1 Ac5
1.e4 e5 2.f4 exf4 3.Ac4 Dh4+ 4.Rf1 g5
1.e4 e5 2.f4 exf4 3.Ac4 Dh4+ 4.Rf1 g5 5.Cc3 Ag7 6.d4 d6 7.e5
1.e4 e5 2.f4 exf4 3.Ac4 Dh4+ 4.Rf1 g5 5.Cc3 Ag7 6.d4 Ce7
1.e4 e5 2.f4 exf4 3.Ac4 Dh4+ 4.Rf1 g5 5.Cc3 Ag7 6.d4 Ce7 7.g3
1.e4 e5 2.f4 exf4 3.Ac4 Dh4+ 4.Rf1 g5 5.Cc3 Ag7 6.g3
1.e4 e5 2.f4 exf4 3.Ac4 Dh4+ 4.Rf1 g5 5.Cc3 Ag7 6.g3 fxg3 7.Df3
1.e4 e5 2.f4 exf4 3.Ac4 Dh4+ 4.Rf1 g5 5.Df3
1.e4 e5 2.f4 exf4 3.Ac4 Dh4+ 4.Rf1 Cc6
1.e4 e5 2.f4 exf4 3.Ac4 Dh4+ 4.Rf1 b5
1.e4 e5 2.f4 exf4 3.Ac4 b5
1.e4 e5 2.f4 exf4 3.Ac4 Ce7
1.e4 e5 2.f4 exf4 3.Ac4 Cc6
1.e4 e5 2.f4 exf4 3.Ac4 c6
1.e4 e5 2.f4 exf4 3.Ac4 f5 4.De2 Dh4+ 5.Rd1 fxe4 6.Cc3 Rd8
1.e4 e5 2.f4 exf4 3.Ac4 d5
1.e4 e5 2.f4 exf4 3.Ac4 d5 4.Axd5 Dh4+ 5.Rf1 g5 6.g3
1.e4 e5 2.f4 exf4 3.Ac4 d5 4.Axd5 Dh4+ 5.Rf1 Ad6
1.e4 e5 2.f4 exf4 3.Ac4 d5 4.Axd5 c6
1.e4 e5 2.f4 exf4 3.Ac4 d5 4.Axd5 Cf6
1.e4 e5 2.f4 exf4 3.Ac4 Cf6
1.e4 e5 2.f4 exf4 3.Ac4 Cf6 4.Cc3
1.e4 e5 2.f4 exf4 3.Ac4 Cf6 4.Cc3 Ab4 5.e5
1.e4 e5 2.f4 exf4 3.Ac4 Cf6 4.Cc3 c6

### Otras respuestas
Otras respuestas posibles —aunque inferiores— son:
1.e4 e5 2.f4 exf4 3.Rf2
1.e4 e5 2.f4 exf4 3.b3
1.e4 e5 2.f4 exf4 3.h4
1.e4 e5 2.f4 exf4 3.Ad3
1.e4 e5 2.f4 exf4 3.De2
1.e4 e5 2.f4 exf4 3.d4
1.e4 e5 2.f4 exf4 3.Cc3
1.e4 e5 2.f4 exf4 3.Df3
1.e4 e5 2.f4 exf4 3.Ae2

## Gambito de rey declinado
|       |       |       |       |       |       |       |       |       |  |
|       | a8 rd | b8 nd | c8 bd | d8 qd | e8 kd | f8    | g8 nd | h8 rd |  |
| a7 pd | b7 pd | c7 pd | d7 pd | e7    | f7 pd | g7 pd | h7 pd |       |  |
| a6    | b6    | c6    | d6    | e6    | f6    | g6    | h6    |       |  |
| a5    | b5    | c5 bd | d5    | e5 pd | f5    | g5    | h5    |       |  |
| a4    | b4    | c4    | d4    | e4 pl | f4 pl | g4    | h4    |       |  |
| a3    | b3    | c3    | d3    | e3    | f3    | g3    | h3    |       |  |
| a2 pl | b2 pl | c2 pl | d2 pl | e2    | f2    | g2 pl | h2 pl |       |  |
| a1 rl | b1 nl | c1 bl | d1 ql | e1 kl | f1 bl | g1 nl | h1 rl |       |  |
|       |       |       |       |       |       |       |       |       |  |

Existen muchas formas de luchar contra el Gambito de rey rehusando el ofrecimiento (ECO C30-C32). Una forma común de declinar el gambito es mediante la clásica 2...Ac5. El alfil impide al blanco enrocar y es una molestia que el blanco a menudo gaste dos tiempos para echarle, moviendo el caballo de dama a c3 y después a a4 sólo para cambiarlo en c5, con lo cual se puede enrocar sin problemas. También contiene una trampa en la apertura, si el blanco continúa con 3.fxe5?? el negro responde 3...Dh4+, y una torre blanca está perdida (4.g3 Dxe4+, haciendo un doble a rey y torre) o el blanco es mate (4.Re2 Dxe4#). La consideración general de la variante considera que se le concede demasiado espacio en el centro al blanco después de continuaciones como 1.e4 e5 2.f4 Ac5 3.Cf3 d6 4.c3 Cf6 5.d4 o 5.fxe5, y por tanto no se juega frecuentemente a pesar de haber sido muy popular en el siglo XIX.
Otras opciones para declinar el gambito son posibles aunque inusuales, como el agudo contragambito 2...Cc6 3.Cf3 f5, recomendación de Tony Miles. 2...d6, cuando después de 3.Cf3, lo mejor es 3...exf4 transponiendo a la Defensa Fischer (aunque 2...d6 invita al blanco a jugar 3.d4). 2...Cf6 3.fxe5 Cxe4 4.Cf3 Cg5! 4.d4 Cxf3+ 5.Dxf3 Dh4+ 6.Df2 Dxf2+ 7.Rxf2 con una pequeña ventaja en el final, como en una partida entre Bobby Fischer y Robert Wade. La codiciosa 2...Df6, intentando 3...Dxf4, es conocida pero muy dudosa.
El negro puede ir más lejos y jugar 2...d5 (intentando 3.exd5 e4!?, restringiendo la posición blanca), el agresivo Contragambito Falkbeer, en el que el negro desprecia el peón y hace un intento de tomar ventaja de la debilidad del flanco de rey blanco sacrificando a su vez uno. Una interpretación moderna del Falkbeer es 2...d5 3 exd5 c6!?, como recomendaba Aron Nimzowitsch. Sin embargo, el Falkbeer generalmente es considerado ligeramente 
favorable al blanco.
|       |       |       |       |       |       |       |       |       |  |
|       | a8 rd | b8 nd | c8 bd | d8 qd | e8 kd | f8    | g8 nd | h8 rd |  |
| a7 pd | b7 pd | c7    | d7    | e7    | f7 pd | g7 pd | h7 pd |       |  |
| a6    | b6    | c6 pd | d6    | e6    | f6    | g6    | h6    |       |  |
| a5    | b5    | c5    | d5 pl | e5 pd | f5    | g5    | h5    |       |  |
| a4    | b4    | c4    | d4    | e4    | f4 pl | g4    | h4    |       |  |
| a3    | b3    | c3    | d3    | e3    | f3    | g3    | h3    |       |  |
| a2 pl | b2 pl | c2 pl | d2 pl | e2    | f2    | g2 pl | h2 pl |       |  |
| a1 rl | b1 nl | c1 bl | d1 ql | e1 kl | f1 bl | g1 nl | h1 rl |       |  |
|       |       |       |       |       |       |       |       |       |  |

A continuación se muestra un resumen de las variantes del gambito de rey rehusado.
1.e4 e5 2.f4 Ac5 Variante clásica 
1.e4 e5 2.f4 Ac5 3.Cf3 d6 4.Cc3 Cf6 5.Ac4 Cc6 6.d3 Ag4 7.h3 Axf3 8.Dxf3 exf4
1.e4 e5 2.f4 Ac5 3.Cf3 d6 4.c3
1.e4 e5 2.f4 Ac5 3.Cf3 d6 4.c3 Ag4 5.fxe5 dxe5 6.Da4+ Ataque Marshall
1.e4 e5 2.f4 Ac5 3.Cf3 d6 4.c3 f5 5.fxe5 dxe5 6.d4 exd4 7.Ac4
1.e4 e5 2.f4 Ac5 3.Cf3 d6 4.fxe5
1.e4 e5 2.f4 Ac5 3.Cf3 d6 4.b4
1.e4 e5 2.f4 Dh4+ 3.g3 De7
1.e4 e5 2.f4 c5
1.e4 e5 2.f4 Df6
1.e4 e5 2.f4 Df6 3.Cf3 Dxf4 4.Cc3 Ab4 5.Ac4
1.e4 e5 2.f4 Cf6
1.e4 e5 2.f4 d5 3.Cf3
1.e4 e5 2.f4 d5 3.exd5 c6!? Contragambito Nimzowitsch
1.e4 e5 2.f4 d5 3.d4